# Andie Airfix
Andie Airfix (27. August 1946 – 10. Oktober 2018) war ein britischer Grafikdesigner, der unter anderem Albumcover für Musiker und Musikgruppen wie Black Sabbath, Def Leppard, Judas Priest, Metallica, Phil Lynott, die Rolling Stones, Guns N’ Roses, Paul McCartney und David Bowie geschaffen hat.
Airfix starb nach kurzer Krankheit am 10. Oktober 2018 im Alter von 72 Jahren. Sein Tod wurde am 17. Oktober über seine Social-Media-Kanäle bekanntgemacht. Die Todesursache wurde dabei nicht veröffentlicht.

## Bekannte Werke (Auswahl)
Def Leppard
- Pyromania (Schallplattencover)
- Hysteria (Cover)
- Adrenalize (Cover)

Metallica
- Live Shit: Binge & Purge (Boxset: “Flightcase”-Verpackung und Cover)
- Load (Cover)
- ReLoad (Cover)
- Garage Inc. (Cover)
- S & M (Cover)

Paul McCartney
- The McCartney Years (3-DVD-Box, Cover)